# Balaklia, Smila
Balaklia (în ucraineană Балаклія) este localitatea de reședință a comunei Balaklia din raionul Smila, regiunea Cerkasî, Ucraina.

## Demografie
Componența lingvistică a localității Balaklia
     Ucraineană (96,46%)
     Rusă (3,21%)
     Alte limbi (0,09%)
Conform recensământului din 2001, majoritatea populației localității Balaklia era vorbitoare de ucraineană (96,46%), existând în minoritate și vorbitori de rusă (3,21%).

## Legături externe
- pl Bałakleja 2). wieś, powiat czerkaski în Dicționarul geografic al Regatului Poloniei și al altor țări slave, volum I (Aa — Dereneczna) anul 1880

- pl Bałakleja, wieś nad Taśminą în Dicționarul geografic al Regatului Poloniei și al altor țări slave, volum XV, p. 1 (Abablewo — Januszowo) 1900